# أولاد علا (بني موسى)
أولاد علا هو دُوَّار يقع بجماعة سيدي بوهرية، إقليم بركان، جهة الشرق في المملكة المغربية. ينتمي الدوّار لمشيخة بني موسى التي تضم 9 دواوير. يقدر عدد سكانه بـ 358 نسمة حسب الإحصاء الرسمي للسكان والسكنى لسنة 2004.

## روابط خارجية
- البوابة الوطنية للجماعات الترابية
- المندوبية السامية للتخطيط